# Нова Кремпа (Ґарволінський повіт)
Нова Кремпа (пол. Nowa Krępa) — село в Польщі, у гміні Соболев Ґарволінського повіту Мазовецького воєводства.
Населення — 84 особи (2011).
У 1975-1998 роках село належало до Седлецького воєводства.

## Демографія
Демографічна структура станом на 31 березня 2011 року:
|          | Загалом | Допрацездатний вік | Працездатний вік | Постпрацездатний вік |
| -------- | ------- | ------------------ | ---------------- | -------------------- |
| Чоловіки | 40      | 12                 | 25               | 3                    |
| Жінки    | 44      | 11                 | 18               | 15                   |
| Разом    | 84      | 23                 | 43               | 18                   |